# Marcus Erucius Clarus
Marcus Erucius Clarus est un homme politique et sénateur romain du IIe siècle, ayant vécu sous les règnes des Flaviens et de Trajan. Il est consul suffect en 117.

## Famille
Marcus Erucius Clarus est le frère de Caius Septicius Clarus, préfet du prétoire vers 117/119. Son fils est Sextus Erucius Clarus, consul en 146.
Il est un ami de Pline le Jeune qui le présente, dans une lettre datée de 98, comme un homme intègre et comme un avocat compétent.

## Biographie
Entre 114 et 117, il participe aux campagnes de Trajan en Orient en tant que légat de légion. Il est chargé en 116, avec le général Julius Alexander, de reconquérir le sud de la Mésopotamie qui s'est révolté. Les deux généraux remplissent leur mission avec succès et reprennent le contrôle de Séleucie du Tigre qui est incendiée,.
En récompense pour ses actions en Orient, Marcus Erucius Clarus obtient le consulat suffect, comme Julius Alexander, peu après les campagnes contre les Parthes, à partir du 1er juillet 117,.